# PIqaD
pIqaD je hláskové písmo používané pro zápis klingonštiny (tento jazyk se může také zapisovat latinkou).
Toto písmo obsahuje 26 znaků, každý znak odpovídá jedné hlásce a každá hláska se zapisuje jiným znakem.